# Порт-Алберни
Порт-Алберни (англ. Port Alberni) — город в провинции Британская Колумбия, Канада. На 2016 год население города составляло 17 678 человек.

## Географическое положение
Порт-Алберни находится на острове Ванкувер в 195 км к северу от Виктории. Он расположен во фиорде Алберни, который был назван в честь Дона Педро де Алберни, испанского офицера, командующего гарнизоном Нутки. В центре Порта-Алберни находится марина. Аэропорт Порт-Алберни (CBS8) находится в 11 км на северо-западу от города. 

## История
Работники компании Хадсон-Бей начали торговать мехом на берегах Санича и Нутки в 1850-х. Английские торговцы построили лесопилку в 1860 году. После Второй мировой войны территория стала центром по лесозаготовкам. Порт-Алберни был инкорпорирован как город в 1967 году. Современный населённый пункт появился в результате слияния городов Порт-Алберни (инкорпорирован в 1912 году) и Алберни (инкорпорирован в 1913 году).
В 1964 году города пострадали от цунами, было повреждено около 375 домов. К 1970-х годах у Порта-Алберни был самый высокий доход на душу населения в Канаде, благодаря рыболовству и лесной промышленности. В 1980—1990-х годах лесозаготовки пошли на спад. С 1990-х годов лесопилки были модернизированы, они стали выпускать более специализированные продукты.

## Население
В 2016 году в Порте-Алберни проживало 17 678 человек (49,1 % — мужчины, 50,9 % — женщины). Общее население вместе с пригородами Черри и Бивер-Крик составляло 26 569 человек. Плотность населения составляла 894,7 человек на км². Прирост населения Порта-Алберни с 2006 года составил 0,4 % (в среднем по провинции Британская Колумбия 5,6 %). 15,1 % населения города составляли дети младше 14 лет, 24,2 % — люди пенсионного возраста (65 лет и старше).
Среди 15 000 человек старше 15 лет 54,3 % живут в паре (42,8 % — в браке, 11,5 % — в гражданском сожительстве), 25 % — никогда не были женаты. Всего было 8120 домашних хозяйств. Медианный доход на душу населения в 2015 году составил 28 599 долларов, медианный доход на домашнее хозяйство — 50 823 долларов, на семью — 68 648 долларов.
В 2006 году среди населения старше 15 лет 29,6 % не имели образования, 27,3 % имели аттестат об окончании школы, 16,3 % имели свидетельство о приеме на работу или торговый диплом, 16,0 — диплом об окончании колледжа, 7,1 % — диплом об окончании университета или степень.
Динамика населения:
| 1996   | 2001   | 2006   | 2011   | 2016   |
| ------ | ------ | ------ | ------ | ------ |
| 18 782 | 17 743 | 17 548 | 17 743 | 17 678 |